# Дельта Щита
δ Щита (лат. δ Scuti / δ Sct) — кратная система, состоящая из трёх звёзд. Находится в созвездии Щита на расстоянии приблизительно 187 световых лет от нас. Главный компонент, δ Щита А, — жёлто-белый гигант спектрального класса F2 IIIp, который пульсирует с периодичностью 4.65 часов, меняя свою яркость с 4.79 до 4.60 звёздной величины.
δ Щита является прототипом класса переменных звёзд, называемых «переменные типа δ Щита (δ Sct)».
Данные по собственным движениям звёзд говорят, что через ≈1,25 млн.л. Дельта Щита будет проходить в ≈9,2 св.л. от Земли, достигая яркости −1,84m и становясь на сотню тысяч лет ярчайшей звездой ночного неба.